# Mercury-Atlas 11
Mercury-Atlas 11 – druga z trzech planowanych niezrealizowanych misji programu Mercury. Pilotem miał być Virgil Grissom, zaś pilotem zapasowym Walter Schirra. Start planowano na listopad 1963 r.